# Groupe Mapei

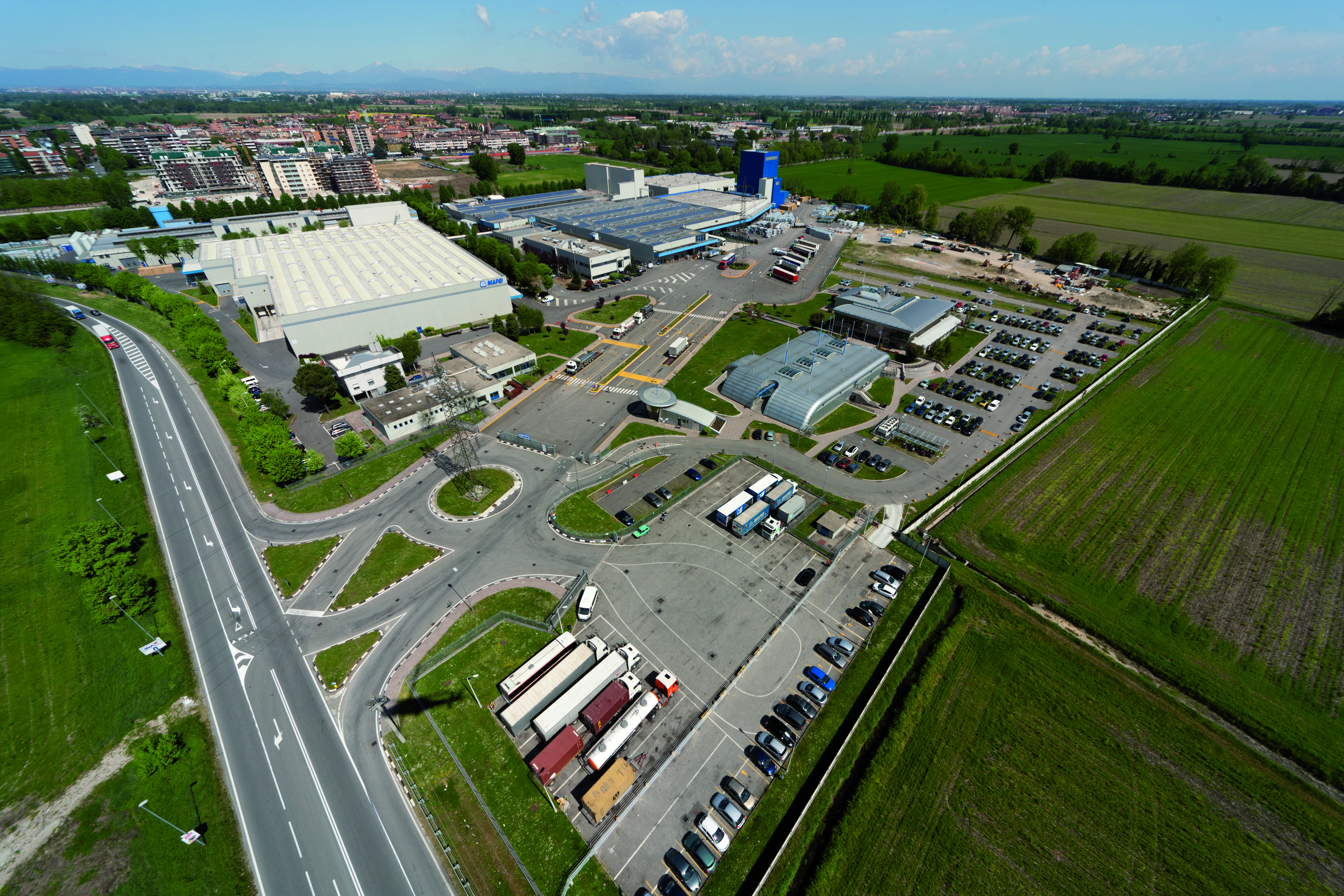
Usine Mapei à Robbiano di Mediglia

Le Groupe MAPEI est une société par actions (spa) italienne spécialisée dans les produits chimiques de construction.

## Historique
MAPEI (Materiali Ausiliari Per l’Edilizia e l’Industria) est fondé en 1937 à Milan par Rodolfo Squinzi. Son fils Giorgio arrive dans l'entreprise à la fin des années 1970 pour en faire une firme internationale.

### Grands chantiers
L'entreprise fabriqua le matériau pour la piste d'athlétisme du Stade olympique de Montréal pour les Jeux Olympiques de 1976, ainsi que pour les éditions suivantes. Par la suite, l'entreprise participa à de grands chantiers tels que l' aéroport international de Hong Kong, les tours jumelles Petronas de Kuala Lampur, la réfection du tunnel du Mont-Blanc, le pont de l'Øresund et le barrage des Trois-Gorges.

## Sport

### Football
Le groupe par son dirigeant Giorgio Squinzi est propriétaire du club de football Unione Sportiva Sassuolo depuis 2002 et en était sponsor depuis 1988. Il est également propriétaire du stade de Reggio Emilia Città del Tricolore et a créé un centre pour l'équipe.

### Cyclisme
Mapei est le principal sponsor d'une équipe cycliste de 1993 à 2002. En 1996 un centre de recherche pour l'équipe a été fondé à Castellanza. Après l'arrêt de l'équipe ce centre a continué d'exister et se situe désormais à Olgiate Olona.

### Basket-Ball
Mapei était le sponsor du club Pallacanestro Reggiana de 2006 à 2013 et de l'équipe féminine de Naples.

### Voile
De 2022 à 2024, Mapei est le partenaire complémentaire du navigateur Ambrogio Beccaria et de son Class40 Alla Grande-Pirelli. En 2025, il devient partenaire-titre du nouveau bateau de Beccaria, l'Imoca Allagrande-Mapei, dont l'objectif est le Vendée Globe 2028.